# Mädchen-Bürgerschule

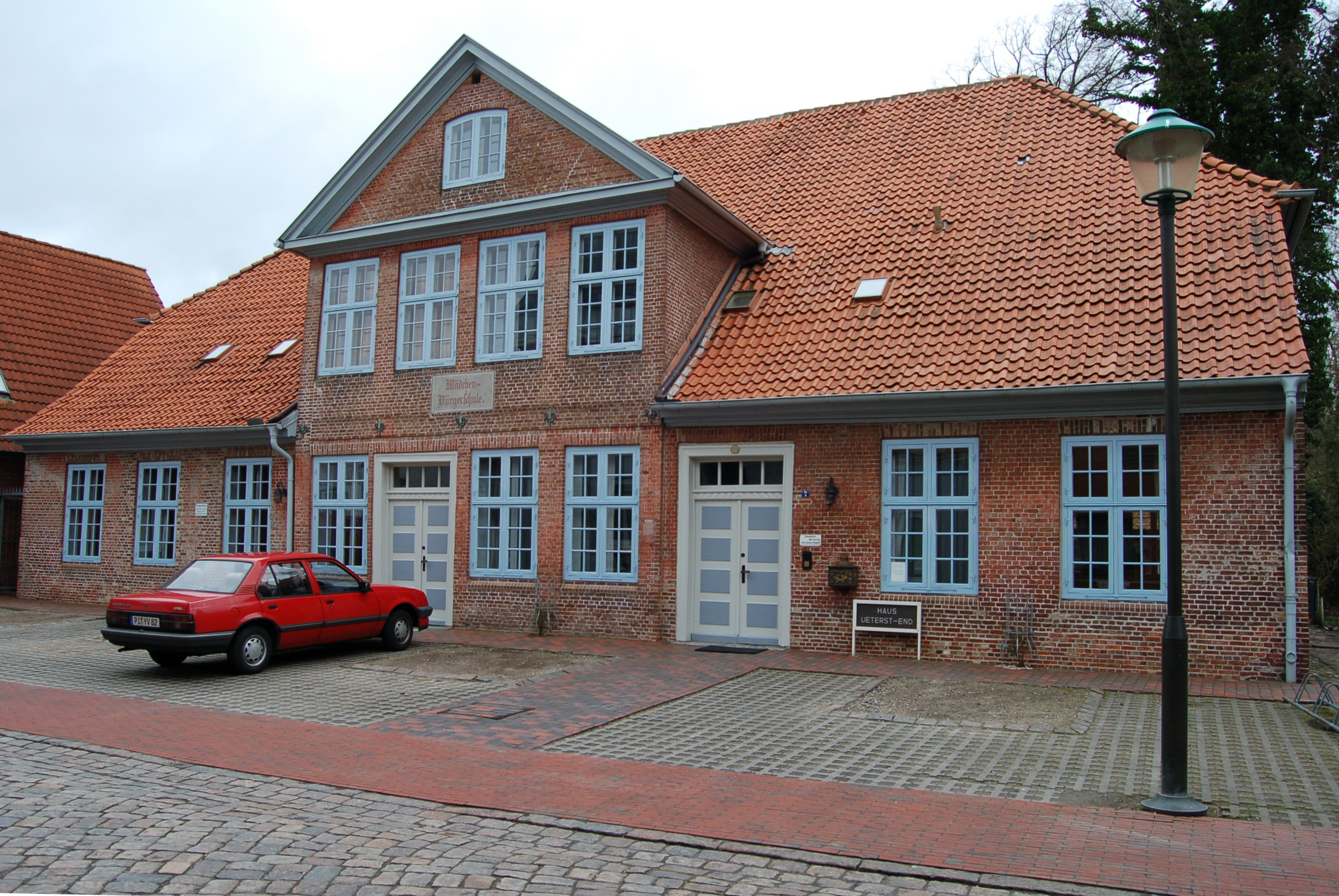
Die alte Mädchen-Bürgerschule

Die ehemalige Mädchen-Bürgerschule  (auch Haus Ueterst End) ist ein denkmalgeschütztes Gebäude in Uetersen.
Das 1813 vom Landdrost in Pinneberg und dem Uetersener Klosterprobst Josias von Qualen (1742–1819) errichtete Gebäude ist ein eingeschossiger Traufenbau mit Krüppelwalmdach und die Straßen- und Gartenansicht ist mit Giebel ausgebildet. Die heutigen Eingangstüren stammen vermutlich noch aus der Erbauungszeit, die Windfangtür wurde um 1900 erneuert. Ausgestattet war das Gebäude zunächst mit zwei Lehrerwohnungen und vier Klassenräumen. Später diente es zeitweise als Notunterkunft für Flüchtlinge und als Heimatmuseum. Aufgrund der unterschiedlichen Nutzung war die ehemalige Mädchenschule so stark verwohnt worden, dass sie in den 1970er Jahren abgerissen werden sollte. Durch Bestreben einiger Privatleute und des SHHB wurde der Abriss verhindert und das Gebäude wurde von 1983 bis 1989 renoviert und in Haus Ueterst End umbenannt. Heute beherbergt die ehemalige Mädchen-Bürgerschule ein Museum mit einer umfangreichen Bernsteinsammlung und eine Gedenkstätte für ehemalige Seminaristen des Ludwig-Meyn-Gymnasiums. Des Weiteren werden hauswirtschaftliche Gegenstände aus den ehemaligen deutschen Provinzen Pommern, West- und Ostpreußen gezeigt.
Das Gebäude steht wegen seines architektonischen, historischen und städtebaulichen Wertes als Kulturdenkmal unter Denkmalschutz.
- Siehe auch: Liste der Kulturdenkmale in Uetersen
- Siehe auch: Bildtafel der Kulturdenkmale in Uetersen